# Prima Categoria Umbria 1970-1971
Nella stagione 1970-1971 la Promozione era il quinto livello del calcio italiano (il massimo livello regionale). Tuttavia nel 1970-1971 in Umbria il massimo livello regionale continuò ad essere la Prima Categoria, che venne disputata per la dodicesima volta.
Questo è il girone unico organizzato dal Comitato Regionale Umbro.

## Squadre partecipanti
| Squadra         | Città (provincia)                       | Stagione 1969-1970                                         |
| --------------- | --------------------------------------- | ---------------------------------------------------------- |
| Angelana        | Santa Maria degli Angeli di Assisi (PG) | 16° in Serie D/E, retrocessa                               |
| Assisi          | Assisi (PG)                             | 13° in Prima Categoria Umbria                              |
| Bastia          | Bastia Umbra (PG)                       | 9° in Prima Categoria Umbria                               |
| Clitunno        | Campello sul Clitunno (PG)              | 1° in Seconda Categoria Umbria Gir/D, promossa dopo finali |
| Deruta          | Deruta (PG)                             | 2° in Prima Categoria Umbria                               |
| Grifo Cannara   | Cannara (PG)                            | 4° in Prima Categoria Umbria                               |
| Gualdo          | Gualdo Tadino (PG)                      | 4° in Prima Categoria Umbria                               |
| Narnese         | Narni (TR)                              | 3° in Prima Categoria Umbria                               |
| Nestor          | Marsciano (PG)                          | 8° in Prima Categoria Umbria                               |
| Orvietana       | Orvieto (TR)                            | 4° in Prima Categoria Umbria                               |
| Ortana          | Orte (VT)                               | 1° in Seconda Categoria Umbria/E, promossa dopo finali     |
| Ponte Felcino   | Ponte Felcino di Perugia                | 10° in Prima Categoria Umbria                              |
| Pontevecchio    | Ponte San Giovanni di Perugia           | 12° in Prima Categoria Umbria                              |
| Tavernelle      | Tavernelle di Panicale (PG)             | 4° in Prima Categoria Umbria                               |
| Todi            | Todi (PG)                               | 11° in Prima Categoria Umbria                              |
| Valigi Torgiano | Torgiano (PG)                           | 14° in Prima Categoria Umbria                              |

## Classifica finale
|  | Pos. | Squadra              | Pt | G  | V  | N  | P  | GF | GS | DR  |
|  | ---- | -------------------- | -- | -- | -- | -- | -- | -- | -- | --- |
|  | 1.   | Angelana             | 48 | 30 | 19 | 10 | 1  | 48 | 8  | +40 |
|  | 2.   | Nestor               | 42 | 30 | 16 | 10 | 4  | 40 | 17 | +23 |
|  | 2.   | Narnese              | 42 | 30 | 18 | 6  | 6  | 49 | 26 | +23 |
|  | 2.   | Deruta               | 42 | 30 | 15 | 12 | 3  | 33 | 18 | +15 |
|  | 5.   | Todi                 | 37 | 30 | 15 | 7  | 8  | 47 | 23 | +24 |
|  | 6.   | Gualdo               | 33 | 30 | 13 | 7  | 10 | 29 | 25 | +4  |
|  | 7.   | Assisi               | 30 | 30 | 10 | 10 | 10 | 25 | 28 | -3  |
|  | 8.   | Grifo Cannara        | 28 | 30 | 9  | 10 | 11 | 30 | 45 | -15 |
|  | 9.   | Orvietana            | 26 | 30 | 9  | 8  | 13 | 30 | 31 | -1  |
|  | 9.   | Ortana               | 26 | 30 | 7  | 12 | 11 | 35 | 37 | -2  |
|  | 9.   | Pontevecchio         | 26 | 30 | 5  | 16 | 9  | 25 | 30 | -5  |
|  | 9.   | Clitunno             | 26 | 30 | 10 | 6  | 14 | 26 | 43 | -17 |
|  | 13.  | Ponte Felcino        | 25 | 30 | 9  | 7  | 14 | 36 | 37 | -1  |
|  | 14.  | Tavernelle           | 15 | 30 | 5  | 5  | 20 | 17 | 40 | -23 |
|  | 15.  | Bastia               | 14 | 30 | 4  | 6  | 20 | 16 | 52 | -36 |
|  | 16.  | Valigi Torgiano (-8) | 12 | 30 | 5  | 10 | 15 | 27 | 53 | -26 |

Legenda:

      Promossa in Serie D 1971-1972.
      Retrocessa in Seconda Categoria Umbria 1971-1972.
Regolamento:

Due punti a vittoria, uno a pareggio, zero a sconfitta.
Pari merito in caso di pari punti.
Spareggio in caso di pari punti fra le prime classificate.
Differenza reti in caso di parità di punti in zona retrocessione.
Note:

Il Valigi Torgiano è stato sanzionato con 8 punti di penalizzazione per aver schierato in campo un calciatore sotto falso nome in una gara della precedente stagione.